# جون هارستاد
جون هارستاد (بالنرويجية البوكمول: Johan Harstad)‏ هو كاتب نرويجي، ولد في 10 فبراير 1979 في ستافانغر في النرويج.

## وصلات خارجية
- جون هارستاد على موقع IMDb (الإنجليزية)
- جون هارستاد على موقع مونزينجر (الألمانية)
- جون هارستاد على موقع قاعدة بيانات الفيلم (الإنجليزية)